# Seiji Miyaguchi

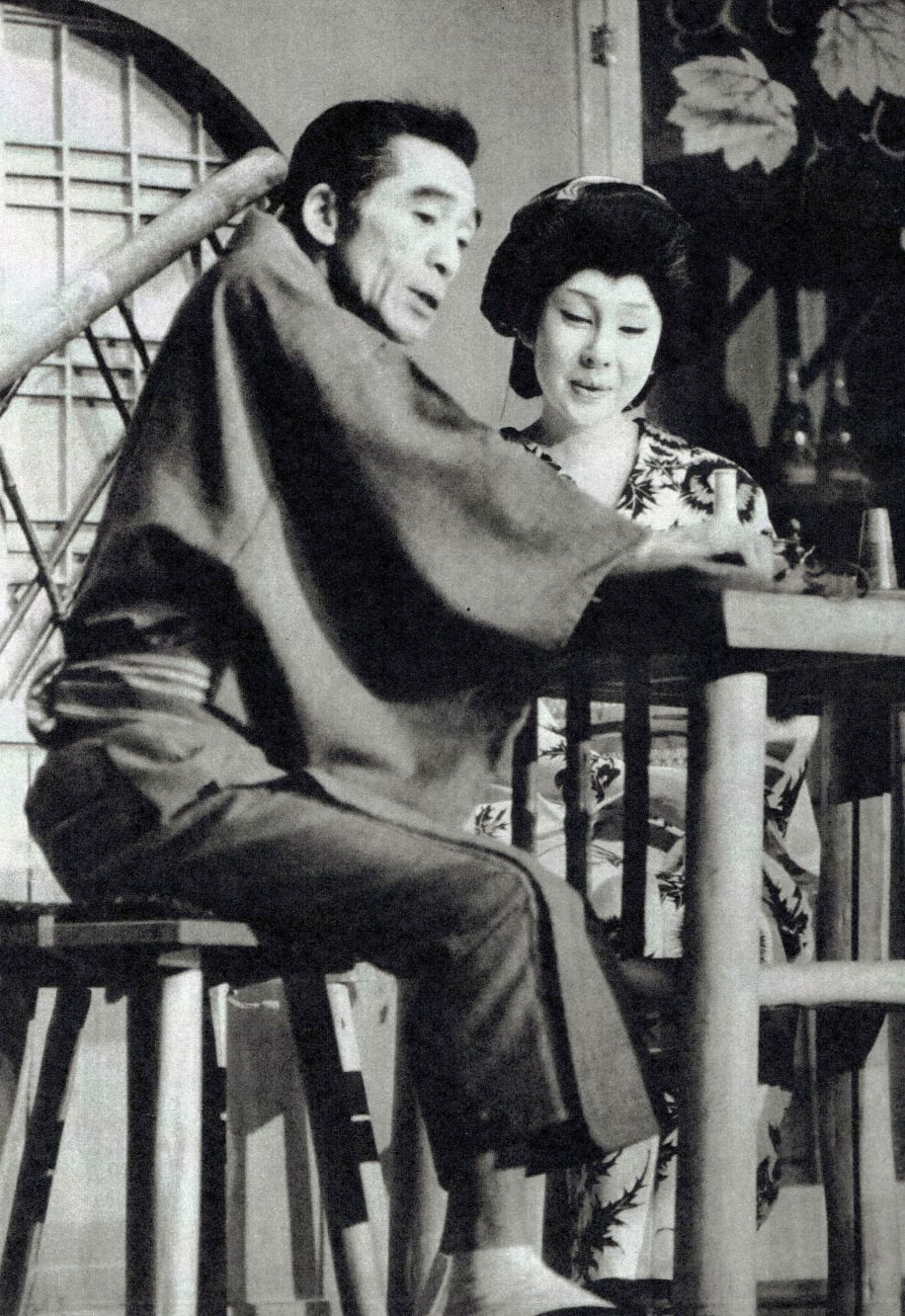
Seiji Miyaguchi

Seiji Miyaguchi, född 15 november 1913, Tokyo, död 12 april 1985 i Tokyo, var en japansk skådespelare.

## Filmografi (urval)
- 1954 - De sju samurajerna